# Boh Fett – Dei Mudder sei Gesicht 2
Boh Fett – Dei Mudder sei Gesicht 2 ist ein deutscher Amateurfilm aus dem Jahr 2001 und die offizielle Fortsetzung der Trash-Komödie Dei Mudder sei Gesicht (1997).

## Handlung
Der Kleinkriminelle Kermet Dünger holt seinen frisch aus Anatolien eingetroffenen Cousin Farrat Müllömer vom Flughafen ab. Da sich dieser in jeglicher Hinsicht als ziemlich rückständig erweist und Kermet mit seiner freundlich-naiven Art nur wenig beeindruckt, will Kermet ihm seine kriminelle Energie beweisen. Also wird das nächstbeste Gepäckstück gestohlen. Das Diebesgut entpuppt sich später aber als Geldkoffer des organisierten Verbrechens, dem auch Angelo Nervetta als Sohn des berüchtigten Mafia-Paten Don Nervetta (Donnerwetter) angehört. Zufällig retten Kermet und Farrat dem Mafia-Spross das Leben, der nun tief in der Schuld dieser beiden Möchtegern-Gangster steht. Vom Besitz des Geldkoffers ahnt er nichts. Daher verhindert diese Ehrenschuld auch nicht, dass seitens der Mafia eine wilde Verfolgungsjagd nach dem Koffer beginnt.

## Hintergrund
Nach dem überraschenden Erfolg von Dei Mudder sei Gesicht hatte der Großteil der Macher dieses Films kein Interesse an einer Fortsetzung. Nur Simon Mora beschloss zusammen mit Randolf Sandmann die Produktion dieses Filmprojekts. Sandmann war damals Besitzer zweier Videotheken und hatte 1998 als erster Videothekar überhaupt Dei Mudder sei Gesicht in seinem Verleihprogramm. Daher entstand der enge Kontakt zu Mora. Die beiden schrieben zu gleichen Anteilen das Drehbuch, erfanden die nach dem Ausscheiden der Mudder 1-Macher nötigen neuen Charaktere und besetzten diese Rollen mit Leuten aus ihrem Bekanntenkreis, die teilweise schon über Schauspielerfahrung verfügten. Simon Moras Rollen aus Teil 1 (Kermet, Fatma, Oma) blieben erhalten. Auch führte Mora Regie, Sandmann trat in die Position des Produzenten und spielte vier kleinere Rollen. Für die technische Umsetzung war die Medienwerkstatt Stuttgart-Neugereut e. V. verantwortlich. (Quelle: Simon Mora)
Der Film konnte anfangs nicht sofort an den wirklich großen Erfolg des ersten Teils anknüpfen. Nach einiger Anlaufzeit wurde er aber laut Simon Mora ähnlich erfolgreich vermarktet.
Boh Fett war früher nur auf VHS erhältlich. Eine komplett überarbeitete Version – vor allem die Dynamik des Schnittes betreffend – ist 2009 auf DVD erschienen.